# Brottning vid europeiska spelen 2015
Brottning vid europeiska spelen 2015 i Baku avgjordes mellan 13 juni och 18 juni i Hejdar Alijevs sport- och utställningskomplex. 24 grenar fanns på programmet, 16 i fristil (herrar och damer) och åtta i grekisk-romersk stil (herrar). Tävlingarna räknades också som officiellt EM i brottning 2015. 

## Medaljsummering
Herrar
Fristil
| Gren   | Guld                             | Silver                       | Brons                                                   |
| 57 kg  | Viktor Lebedev (RUS)             | Marcel Ewald (GER)           | Alexandru Chirtoaca (MDA) · Sezar Akgül (TUR)           |
| 61 kg  | Aleksandr Bogomoev (RUS)         | Beka Lomtadze (GEO)          | Haji Alijev (AZE) · Vasyl Shuptar (UKR)                 |
| 65 kg  | Toghrul Asgarov (AZE)            | Frank Chamizo (ITA)          | Mustafa Kaya (TUR) · Iljas Bekbulatov (RUS)             |
| 70 kg  | Magomedrasul Gazimagomedov (RUS) | Magomedmurad Gadzjijev (POL) | Yakup Gör (TUR) · Ruslan Dibirgadjijev (AZE)            |
| 74 kg  | Aniuar Geduev (RUS)              | Soner Demirtaş (TUR)         | Jabrajil Hasanov (AZE) · Jumber Kvelashvili (GEO)       |
| 86 kg  | Abdulrasjid Sadulajev (RUS)      | Piotr Ianulov (MDA)          | Radosław Marcinkiewicz (POL) · Sandro Aminashvili (GEO) |
| 97 kg  | Xetaq Qazyumov (AZE)             | Elizbar Odikadze (GEO)       | Valerij Andrijtsev (UKR) · Abdusalam Gadisov (RUS)      |
| 125 kg | Taha Akgül (TUR)                 | Aleksei Tjemarov (BLR)       | Geno Petriashvili (GEO) · Jamaladdin Megomedov (AZE)    |

Grekisk-romersk stil
| Gren   | Guld                    | Silver                   | Brons                                              |
| 59 kg  | Stepan Marjanjan (RUS)  | Soslan Daurov (BLR)      | Elman Muchtarov (AZE) · Tarik Belmadani (FRA)      |
| 66 kg  | Artiom Surkov (RUS)     | Mihran Harutyunyan (ARM) | Hasan Alijev (AZE) · Istvan Levai (SVK)            |
| 71 kg  | Rasul Chunajev (AZE)    | Bálint Korpási (HUN)     | Dominik Etlinger (CRO) · Frank Stäbler (GER)       |
| 75 kg  | Elvin Mursalijev (AZE)  | Viktor Nemeš (SRB)       | Dmytro Pysjkov (UKR) · Tjingiz Labazanov (RUS)     |
| 80 kg  | Jevgenij Saleev (RUS)   | Rafig Husejnov (AZE)     | Daniel Aleksandrov (BUL) · Viktar Sasunouski (BLR) |
| 85 kg  | Davit Tjakvetadze (RUS) | Zjan Beleniuk (UKR)      | Ramsin Azizsir (GER) · Metehan Basar (TUR)         |
| 98 kg  | Islam Magomedov (RUS)   | Dmitrij Timtjenko (UKR)  | Mélonin Noumonvi (FRA) · Cenk İldem (TUR)          |
| 130 kg | Rıza Kayaalp (TUR)      | Sabah Shariati (AZE)     | Heiki Nabi (EST) · Ioseb Tjugoshvili (BLR)         |

Damer
Fristil
| Gren  | Guld                         | Silver                   | Brons                                                 |
| 48 kg | Marija Stadnik (AZE)         | Elitsa Yankova (BUL)     | Iwona Matkowska (POL) · Valentina Islamova Brik (RUS) |
| 53 kg | Anzjela Dorogan (AZE)        | Roksana Zasina (POL)     | Merve Kenger (TUR) · Nadzeja Sjusjko (BLR)            |
| 55 kg | Sofia Mattsson (SWE)         | Katarzyna Krawczyk (POL) | Evelina Nikolova (BUL) · Natalja Sinisjin (AZE)       |
| 58 kg | Emese Barka (HUN)            | Tetjana Lacrentjuk (UKR) | Elif Jale Yesilirmak (TUR) · Grace Bullen (NOR)       |
| 60 kg | Marianna Sastin (HUN)        | Svetlana Lipatova (RUS)  | Veranika Ivanova (BLR) · Tajbe Jusein (BUL)           |
| 63 kg | Valeriia Lazinskaia (RUS)    | Julija Tkach (UKR)       | Anastasija Grigorjeva (LAT) · Marjia Mamasjuk (BLR)   |
| 69 kg | Alina Stadnik Machynia (UKR) | Ilana Kratysh (ISR)      | Natalja Vorobjova (RUS) · Aline Focken (GER)          |
| 75 kg | Vasilisa Marzaljuk (BLR)     | Jekateria Bukina (RUS)   | Maider Unda (ESP) · Svetlana Saenko (MDA)             |